# Vokation
Die Vokation, Vocation oder Vocatio (lateinisch: vocatio von vocare für „rufen“) bezeichnet bildungssprachlich die Berufung in respektive den Ruf für ein Amt.
Im katholischen Kirchenrecht benennt sie die Berufung jedes gläubigen Katholiken durch die Taufe (vgl. c. 203 CIC).
Im evangelischen Kirchenrecht bezeichnet sie generell die kirchliche Berufung in ein geistliches Amt, nach 1945 auch die kirchliche Beauftragung zur Erteilung von Religionsunterricht an öffentlichen Schulen nach Art. 7 III 2 GG, die in groben Zügen der katholischen Missio canonica entspricht. Die rechtlichen Grundlagen sind meist in sog. Vokationsordnungen niedergelegt, die oft auch zwischen verschiedenen Religionsgemeinschaften vereinbart wurden (gemeinsame Vokationsordnungen). Basis ist jeweils eine theologische und pädagogische Vorbildung sowie die Kirchenzugehörigkeit.
Im Dezember 2003 schlossen die Vereinigung Evangelischer Freikirchen und die Evangelische Kirche in Berlin-Brandenburg (seit 2004: Evangelische Kirche Berlin-Brandenburg-schlesische Oberlausitz) eine Vereinbarung über die kirchliche Beauftragung zur Erteilung von Evangelischem Religionsunterricht (KABl. 2004, S. 10–11).